# Gina Gershon
Gina Gershon (Los Angeles, 10 juni 1962) is een Amerikaans film-, toneel- en televisieactrice, zangeres en auteur. Ze speelde onder meer in Bound en Showgirls.
Haar ouders zijn Stan Gershon en Mickey Koppel. Ze groeide op in Californië en is van Nederlandse, Franse en Russische afkomst.

## Muziek
- 2007: In Search of Cleo (studioalbum)

## Overig
- Rol in de videoclip Again van Lenny Kravitz.